# Пески (Станишовская сельская община)
Пе́ски (укр. Піски) — село на Украине, основано в 1587 году, находится в Житомирском районе Житомирской области.
Код КОАТУУ — 1822085901. Население по переписи 2001 года составляет 1469 человек. Почтовый индекс — 12431. Телефонный код — 412. Занимает площадь 3,136 км².

## Адрес местного совета
12431, Житомирская область, Житомирский р-н, с.Пески, ул.Октябрьская, 19